# Тур WTA 2007
2007 Sony Ericsson WTA Tour - серія елітних професійних жіночих тенісних турнірів, організованих Жіночою тенісною асоціацією (WTA) упродовж сезону 2007 року. До календаря входили: турніри Великого шолома (під егідою Міжнародної тенісної федерації (ITF)), турніри WTA від 1-ї до 5-ї категорії, Кубок федерації (організований ITF) і Чемпіонат кінця року.
Жустін Енен показала в цьому сезоні виняткові результати, вигравши 10 із 14 турнірів, у яких взяла участь. Серед них її шостий та сьомий титули на турнірах Великого шолома, Відкриті чемпіонати Франції та США, досягнувши співвідношення перемог до поразок за сезон 63–4. Після своєї поразки від Маріон Бартолі в півфіналі Вімблдону, решту сезону вона провела без поразок, ставши першою жінкою, яка заробила за один сезон понад $5.
Тим часом, сестри Вільямс повернулись у когорту провідних тенісисток після кількох років боротьби з травмами, обидві завершили сезон у першій десятці рейтингу, уперше від 2004 року Серена Вільямс завершила сезон серед провідних тенісисток. Її перемога на Відкритому чемпіонаті Австралії, де вона була 81-ю в рейтингу, здивувала тенісний світ. Вінус Вільямс виграла свій четвертий Вімблдон і шостий турнір Великого шолома загалом, ставши жінкою з найнижчим рейтингом, яка виграла Вімблдон.
Під час сезону двоє колишніх перших ракеток світу завершили кар'єру і одна повернулася до виступів. Кім Клейстерс припинила виступи в травні, хоча планувала це зробити після участі в жовтневому турнірі. Згодом вона повернулася у 2009 році. Мартіна Хінгіс була змушена завершити кар'єру після того, як оголосила про свій позитивний тест на кокаїн. Натомість, Ліндсі Девенпорт успішно повернулася після вагітності і виграла два турніри в другій половині сезону.

## Підсумки сезону

### Одиночний розряд
Серена Вільямс розпочала сезон, несподівано вигравши свій восьмий турнір Великого шолома на Відкритому чемпіонаті Австралії. Багато критиків і коментаторів уже були списали її з рахунків, ставлячи під сумнів її бажання та форму, особливо після ранньої поразки на розігрівчому турнірі за тиждень до цього. Вільямс виграла титул у приголомшливій манері, завдавши нищівної поразки Марії Шараповів, яку BBC Sport назвав "можливо найбільш потужним виступом в історії жіночого тенісу."  Попри цю поразку Шарапова зуміла повернути собі звання першої ракетки світу вдруге.

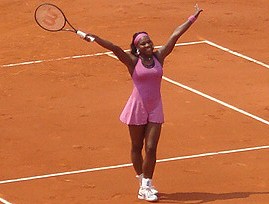
Серена Вільямс завершила в першій десятці рейтингу вперше, починаючи з 2004 року.

Після відмови від участі у Відкритому чемпіонаті Австралії через подружні проблеми, Жустін Енен у лютому зіграла в Парижі. Пізніше того місяця вона виграла титули в Дубаї та Досі. Кім Клейстерс зі сльозами на очах попрощалася перед рідною публікою, граючи востаннє в Антверпені перед запланованим завершенням кар'єри в жовтні. У фіналі вона поступилась Амелі Моресмо, яка виграла унікальну діамантову ракетку завдяки третій перемозі на цьому турнірі. Мартіна Хінгіс виграла свій п'ятий титул в Токіо, більше, ніж будь-яка інша тенісистка. Вінус Вільямс повернулася після пропуску Відкритого чемпіонату Австралії через травму зап'ястка і виграла менший турнір у Мемфісі.
У березні Даніела Гантухова вперше за п'ять років виграла турнір WTA туру, здобувши перемогу в Індіан-Веллс, тому самому турнірі, де вона здобула свій перший титул 2002 року. Шарапова поступилась Вірі Звонарьовій у четвертому колі і таким чином повернула звання першої ракетки світу Енен. Серена Вільямс підтвердила свій австралійський титул перемогою в Маямі, відігравши матч-бол у матчі проти Енен.
Сербки Єлена Янкович і Ана Іванович домінували під час ґрунтового сезону напередодні Відкритого чемпіонату Франції, вигравши три найбільші розігрівчі турніри. Янкович виграла титули в Чарлстоні та Римі, тоді як Іванович перемогла в Берліні. Світлана Кузнецова була фіналісткою останніх двох турнірів. Також під час ґрунтового сезону Кім Клейстерс оголосила про завершення кар'єри, на кілька місяців раніше ніж, планувала до того, після ранньої поразки у Варшаві. На завершення ґрунтового сезону Енен здобула свій четвертий титул на Відкритому чемпіонаті Франції і шостий титул Великого шолома загалом. Вона перемогла знервовану Ану Іванович в її першому фіналі турнірів Великого шолома лише за одну годину і п'ять хвилин.
У фіналі Вімблдону несподівано зійшлися Вінус Вільямс і Маріон Бартолі, двоє тенісисток з найнижчим рейтингом в історії. Бартолі перемогла Янкович у четвертому колі і Енен у півфіналі, і це охарактеризували як "одну із найбільших несподіванок за увесь час". Вільмс була за крок від поразки у двох своїх матчах перших кіл, перед тим як підряд перемогла Шарапову, Кузнєцову та Іванович. Вільмс виграла свій четвертий Вімблдон і шостий турнір Великого шолома загалом. Серед інших несподіванок перемога Вайдішової над чинною чемпіонкою Моресмо, яка була поза формою впродовж усього сезону за винятком виходу у фінал в Істборні.
На літніх твердих кортах Анна Чакветадзе показала деякі сильні результати, вигравши підряд титули в Цинциннаті, Стенфорді і діставшись півфіналу в Сан-Дієго, де її перемогла майбутні чемпіонка Шарапова. Іванович виграла турнір у Лос-Анджелесі. Енен виграла свій єдиний розігрівчий турнір у Торонто, перемігши у фіналі Янкович.

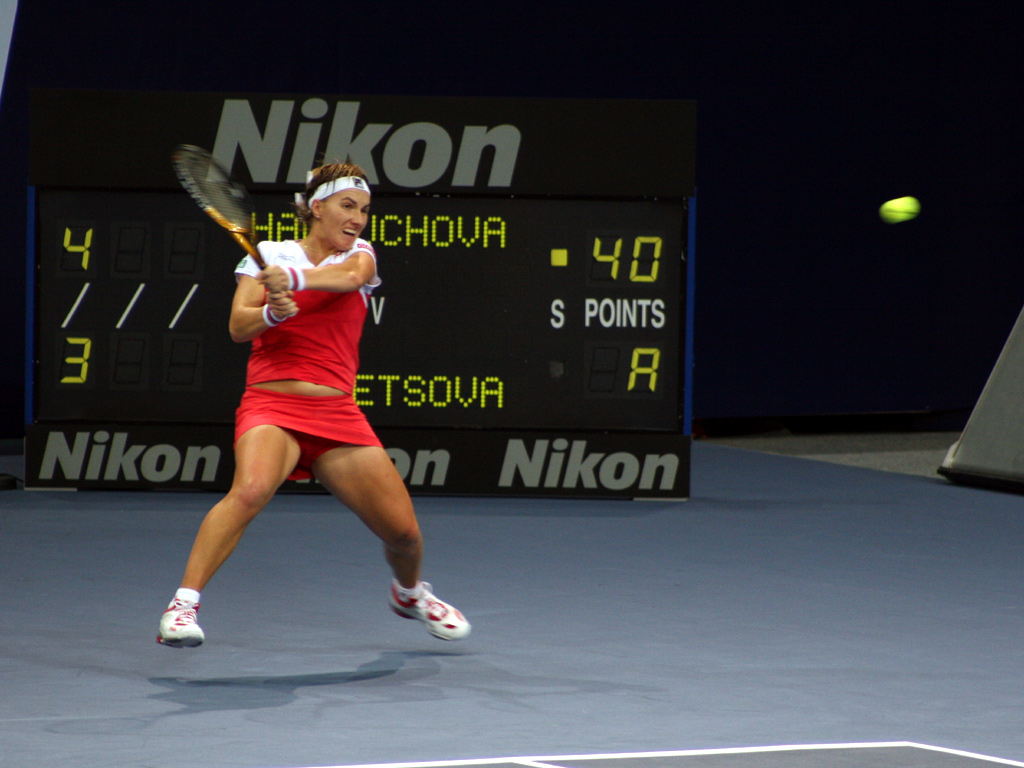
Світлана Кузнецова досягнула фіналу на Відкритому чемпіонаті США і виграла один титул, завершивши сезон на другому місці в рейтингу WTA.

Енен виграла свій сьомий турнір Великого шолома на Відкритому чемпіонаті США і другий за рік. Вона перемогла і Серену і Вінус Вільямс у чвертьфіналі та півфіналі відповідно.
Ліндсі Девенпорт повернулася після вагітності в Балі, де змогла виграти титул. Потім вона продовжила успішно виступати, вигравши титул у Квебеку. Енен виграла титули в Штутгарті та Цюриху під час осіннього сезону, перемігши Татьяну Головін в обох фіналах. Олена Дементьєва здобула свою першу перемогу над Сереною Вільямс, вигравши свій домашній турнір у Москві. У листопаді Мартіна Хінгіс оголосила, що її тест на кокаїн був позитивним і вона змушена завершити професійну кар'єру.
Вершиною сезону став Чемпіонат Туру WTA. Вісім тенісисток, які кваліфікувалися: Енен, Янкович, Кузнєцова, Іванович, Серена Вільямс, Чакветадзе, Вінус Вільямс і Гантуховаа. Вінус Вільямс пізніше знялась і Марія Шарапова замінила її. Також під час кругового етапу знялась Серена Вільямс і Маріон Бартолі виступала замість неї. У фіналі Енен перемогла Шарапову, завершивши на високій ноті найкращий сезон у своїй кар'єрі. Її співвідношення перемог до поразок за сезон становило 63–4, найбільш приголомшливий рекорд за один сезон від часів Штеффі Граф у 1989 році, а також виграла свої 25 останніх матчів року. Також вона стала найпершою жінкою, яка виграла понад $5 за один сезон.

## Графік
В таблиці нижче наведено повний графік змагань Туру WTA 2007.
Легенда
| Турніри Великого шолома   |
| Чемпіонат закінчення року |
| Турніри 1-ї категорії     |
| Турніри 2-ї категорії     |
| Турніри 3-ї категорії     |
| Турніри 4-ї категорії     |
| Командні змагання         |

### Січень
| Тиждень           | Турнір | Чемпіонки                                           | Фіналістки                                      | Півфіналістки                                                | Чвертьфіналістки                                             |
| ----------------- | --- | --------------------------------------------------- | ----------------------------------------------- | ------------------------------------------------------------ | ------------------------------------------------------------ |
| 1 січня           | Кубок Гопмана Перт, Австралія Hopman Cup A$1,000,000 – Хард (п) – 8 команд (ГР)                                                                                | Росія 2–0                                           | Іспанія                                         | Програли в круговому турнірі (група A) Франція Австралія США | Програли в круговому турнірі (група B) Індія Чехія Хорватія  |
| 1 січня           | Mondial Australian Women's Hardcourts Голд-Кост, Австралія Турнір 3-ї категорії $175,000 - Хард - 32S/32Q/16D Одиночний розряд - Парний розряд                 | Дінара Сафіна 6–3, 3–6, 7–5                         | Мартіна Хінгіс                                  | Татьяна Гарбін Шахар Пеєр                                    | Каталіна Кастаньйо Олена Весніна Ана Іванович Саманта Стосур |
| 1 січня           | Mondial Australian Women's Hardcourts Голд-Кост, Австралія Турнір 3-ї категорії $175,000 - Хард - 32S/32Q/16D Одиночний розряд - Парний розряд                 | Дінара Сафіна Катарина Среботнік 6–3, 6–4           | Івета Бенешова Галина Воскобоєва                | Татьяна Гарбін Шахар Пеєр                                    | Каталіна Кастаньйо Олена Весніна Ана Іванович Саманта Стосур |
| 1 січня           | ASB Classic Окленд, Нова Зеландія Турнір 4-ї категорії $145,000 - Хард - 32S/32Q/16D Одиночний розряд - Парний розряд                                          | Єлена Янкович 7–6(9), 5–7, 6–3                      | Віра Звонарьова                                 | Каміль Пен Джилл Крейбас                                     | Емілі Луа Паола Суарес Елені Даніліду Віржіні Раззано        |
| 1 січня           | ASB Classic Окленд, Нова Зеландія Турнір 4-ї категорії $145,000 - Хард - 32S/32Q/16D Одиночний розряд - Парний розряд                                          | Жанетта Гусарова Паола Суарес 6–0, 6–2              | Сє Шувей Шіха Уберой                            | Каміль Пен Джилл Крейбас                                     | Емілі Луа Паола Суарес Елені Даніліду Віржіні Раззано        |
| 8 січня           | Medibank International Сідней, Австралія Турнір 2-ї категорії $600,000 - Хард - 32S/32Q/16D Одиночний розряд - Парний розряд                                   | Кім Клейстерс 4–6, 7–6(1), 6–4                      | Єлена Янкович                                   | Ніколь Вайдішова Лі На                                       | Амелі Моресмо Ана Іванович Шахар Пеєр Катарина Среботнік     |
| 8 січня           | Medibank International Сідней, Австралія Турнір 2-ї категорії $600,000 - Хард - 32S/32Q/16D Одиночний розряд - Парний розряд                                   | Анна-Лена Гренефельд Меган Шонессі 6–3, 3–6, 7–6(2) | Маріон Бартолі Мейлен Ту                        | Ніколь Вайдішова Лі На                                       | Амелі Моресмо Ана Іванович Шахар Пеєр Катарина Среботнік     |
| 8 січня           | Moorilla Hobart International Гобарт, Австралія Турнір 4-ї категорії $170,000 - Хард - 32S/32Q/16D Одиночний розряд - Парний розряд                            | Анна Чакветадзе 6–3, 7–6(3)                         | Бардіна Василіса Олексіївна                     | Саня Мірза Сібіль Баммер                                     | Чжен Цзє Алісія Молік Каталіна Кастаньйо Серена Вільямс      |
| 8 січня           | Moorilla Hobart International Гобарт, Австралія Турнір 4-ї категорії $170,000 - Хард - 32S/32Q/16D Одиночний розряд - Парний розряд                            | Олена Лиховцева Олена Весніна 2–6, 6–1, 6–2         | Анабель Медіна Гаррігес Вірхінія Руано Паскуаль | Саня Мірза Сібіль Баммер                                     | Чжен Цзє Алісія Молік Каталіна Кастаньйо Серена Вільямс      |
| 15 січня 22 січня | Відкритий чемпіонат Австралії Мельбурн, Австралія Великий шолом $6,737,973 - Хард - 128S/96Q/64D/32X Одиночний розряд - Парний розряд - Змішаний парний розряд | Серена Вільямс 6–1, 6–2                             | Марія Шарапова                                  | Кім Клейстерс Ніколь Вайдішова                               | Шахар Пеєр Луціє Шафарова Анна Чакветадзе Мартіна Хінгіс     |
| 15 січня 22 січня | Відкритий чемпіонат Австралії Мельбурн, Австралія Великий шолом $6,737,973 - Хард - 128S/96Q/64D/32X Одиночний розряд - Парний розряд - Змішаний парний розряд | Кара Блек Лізель Губер 6–4, 6–7(4), 6–1             | Чжань Юнжань Чжуан Цзяжун                       | Кім Клейстерс Ніколь Вайдішова                               | Шахар Пеєр Луціє Шафарова Анна Чакветадзе Мартіна Хінгіс     |
| 15 січня 22 січня | Відкритий чемпіонат Австралії Мельбурн, Австралія Великий шолом $6,737,973 - Хард - 128S/96Q/64D/32X Одиночний розряд - Парний розряд - Змішаний парний розряд | Деніел Нестор Олена Лиховцева 6–4, 6–4              | Макс Мирний Вікторія Азаренко                   | Кім Клейстерс Ніколь Вайдішова                               | Шахар Пеєр Луціє Шафарова Анна Чакветадзе Мартіна Хінгіс     |
| 29 січня          | Toray Pan Pacific Open Токіо, Японія Турнір 1-ї категорії $1,340,000 - Килим (i) - 28S/32Q/16D Одиночний розряд - Парний розряд                                | Мартіна Хінгіс 6–4, 6–2                             | Ана Іванович                                    | Олена Дементьєва Марія Шарапова                              | Єлена Янкович Саманта Стосур Ай Суґіяма Роберта Вінчі        |
| 29 січня          | Toray Pan Pacific Open Токіо, Японія Турнір 1-ї категорії $1,340,000 - Килим (i) - 28S/32Q/16D Одиночний розряд - Парний розряд                                | Ліза Реймонд Саманта Стосур 7–6(6), 3–6, 7–5        | Ваня Кінґ Ренне Стаббс                          | Олена Дементьєва Марія Шарапова                              | Єлена Янкович Саманта Стосур Ай Суґіяма Роберта Вінчі        |

### Лютий
| Тиждень     | Турнір | Чемпіонки                                           | Фіналістки                               | Півфіналістки                        | Чвертьфіналістки                                                    |
| ----------- | --- | --------------------------------------------------- | ---------------------------------------- | ------------------------------------ | ------------------------------------------------------------------- |
| 5 лютого    | Open Gaz de France Париж, Франція Турнір 2-ї категорії $600,000 - Хард (п) - 28S/32Q/16D Одиночний розряд - Парний розряд          | Надія Петрова 4–6, 6–1, 6–4                         | Луціє Шафарова                           | Жустін Енен Амелі Моресмо            | Татьяна Головін Світлана Кузнецова Дінара Сафіна Анна Чакветадзе    |
| 5 лютого    | Open Gaz de France Париж, Франція Турнір 2-ї категорії $600,000 - Хард (п) - 28S/32Q/16D Одиночний розряд - Парний розряд          | Кара Блек Лізель Губер 6–2, 6–0                     | Габріела Навратілова Владіміра Угліржова | Жустін Енен Амелі Моресмо            | Татьяна Головін Світлана Кузнецова Дінара Сафіна Анна Чакветадзе    |
| 5 лютого    | Pattaya Women's Open Паттая, Таїланд Турнір 4-ї категорії $170,000 - Хард - 32S/32Q/16D Одиночний розряд - Парний розряд           | Сібіль Баммер 7–5, 3–6, 7–5                         | Хісела Дулко                             | Саня Мірза Пен Шуай                  | Мара Сантанджело Мартина Суха Ніколь Пратт Ципора Обзилер           |
| 5 лютого    | Pattaya Women's Open Паттая, Таїланд Турнір 4-ї категорії $170,000 - Хард - 32S/32Q/16D Одиночний розряд - Парний розряд           | Ніколь Пратт Мара Сантанджело 6–4, 7–6(4)           | Чжань Юнжань Чжуан Цзяжун                | Саня Мірза Пен Шуай                  | Мара Сантанджело Мартина Суха Ніколь Пратт Ципора Обзилер           |
| 12 лютого   | Proximus Diamond Games Антверпен, Бельгія Турнір 2-ї категорії $600,000 - Хард (п) - 28S/32Q/16D Одиночний розряд - Парний розряд  | Амелі Моресмо 6–4, 7–6(4)                           | Кім Клейстерс                            | Анна Чакветадзе Татьяна Головін      | Дінара Сафіна Ана Іванович Надія Петрова Олена Лиховцева            |
| 12 лютого   | Proximus Diamond Games Антверпен, Бельгія Турнір 2-ї категорії $600,000 - Хард (п) - 28S/32Q/16D Одиночний розряд - Парний розряд  | Кара Блек Лізель Губер 7–5, 4–6, 6–1                | Олена Лиховцева Олена Весніна            | Анна Чакветадзе Татьяна Головін      | Дінара Сафіна Ана Іванович Надія Петрова Олена Лиховцева            |
| 12 лютого   | Sony Ericsson International Бенгалуру, Індія Турнір 3-ї категорії $175,000 - Хард - 32S/27Q/16D Одиночний розряд - Парний розряд   | Ярослава Шведова 6–4, 6–4                           | Мара Сантанджело                         | Ольга Савчук Ципора Обзилер          | Єлена Костанич-Тошич Мелінда Цінк Саня Мірза Сема Юріка             |
| 12 лютого   | Sony Ericsson International Бенгалуру, Індія Турнір 3-ї категорії $175,000 - Хард - 32S/27Q/16D Одиночний розряд - Парний розряд   | Чжань Юнжань Чжуан Цзяжун 6–7(4), 6–2, 10–9         | Сє Шувей Алла Кудрявцева                 | Ольга Савчук Ципора Обзилер          | Єлена Костанич-Тошич Мелінда Цінк Саня Мірза Сема Юріка             |
| 19 лютого   | Dubai Tennis Championships Дубай,, ОАЕ Турнір 2-ї категорії $1,500,000 - Хард - 28S/32Q/16D Одиночний розряд - Парний розряд       | Жустін Енен 6–4, 7–5                                | Амелі Моресмо                            | Світлана Кузнецова Єлена Янкович     | Елені Даніліду Мартіна Хінгіс Даніела Гантухова Патті Шнідер        |
| 19 лютого   | Dubai Tennis Championships Дубай,, ОАЕ Турнір 2-ї категорії $1,500,000 - Хард - 28S/32Q/16D Одиночний розряд - Парний розряд       | Кара Блек Лізель Губер 7–6(5), 6–4                  | Світлана Кузнецова Алісія Молік          | Світлана Кузнецова Єлена Янкович     | Елені Даніліду Мартіна Хінгіс Даніела Гантухова Патті Шнідер        |
| 19 лютого   | Cellular South Cup Мемфіс, США Турнір 3-ї категорії $175,000 - Хард (п) - 32S/32Q/16D Одиночний розряд - Парний розряд             | Вінус Вільямс 6–1, 6–1                              | Шахар Пеєр                               | Мейлен Ту Іоана Ралука Олару         | Софія Арвідссон Саманта Стосур Бетані Маттек-Сендс Лора Гренвілл    |
| 19 лютого   | Cellular South Cup Мемфіс, США Турнір 3-ї категорії $175,000 - Хард (п) - 32S/32Q/16D Одиночний розряд - Парний розряд             | Ніколь Пратт Бріанн Стюарт 7–5, 4–6, 10–5           | Ярміла Ґайдошова Морігамі Акіко          | Мейлен Ту Іоана Ралука Олару         | Софія Арвідссон Саманта Стосур Бетані Маттек-Сендс Лора Гренвілл    |
| 19 лютого   | XV Copa Colsanitas Santander Богота, Колумбія Турнір 3-ї категорії $175,000 - ґрунт - 32S/32Q/16D Одиночний розряд - Парний розряд | Роберта Вінчі 6–7(5), 6–4, 0–3 ret.                 | Татьяна Гарбін                           | Флавія Пеннетта Лурдес Домінгес Ліно | Емілі Луа Клара Закопалова Наталі В'єрін Барбора Заглавова Стрицова |
| 19 лютого   | XV Copa Colsanitas Santander Богота, Колумбія Турнір 3-ї категорії $175,000 - ґрунт - 32S/32Q/16D Одиночний розряд - Парний розряд | Лурдес Домінгес Ліно Паола Суарес 1–6, 6–3, 11–9    | Флавія Пеннетта Роберта Вінчі            | Флавія Пеннетта Лурдес Домінгес Ліно | Емілі Луа Клара Закопалова Наталі В'єрін Барбора Заглавова Стрицова |
| 26 February | Qatar Total Open Доха, Катар Турнір 2-ї категорії $1,340,000 - Хард - 28S/32Q/16D Одиночний розряд - Парний розряд                 | Жустін Енен 6–4, 6–2                                | Світлана Кузнецова                       | Єлена Янкович Даніела Гантухова      | Мартіна Хінгіс Франческа Ск'явоне Катерина Бондаренко Патті Шнідер  |
| 26 February | Qatar Total Open Доха, Катар Турнір 2-ї категорії $1,340,000 - Хард - 28S/32Q/16D Одиночний розряд - Парний розряд                 | Мартіна Хінгіс Марія Кириленко 6–1, 6–1             | Агнеш Савай Владіміра Угліржова          | Єлена Янкович Даніела Гантухова      | Мартіна Хінгіс Франческа Ск'явоне Катерина Бондаренко Патті Шнідер  |
| 26 February | Abierto Mexicano TELCEL Акапулько, Мексика Турнір 3-ї категорії $180,000 - ґрунт - 32S/32Q/16D Одиночний розряд - Парний розряд    | Емілі Луа 7–6(0), 6–4                               | Флавія Пеннетта                          | Юлія Шруфф Сара Еррані               | Алізе Корне Хісела Дулко Мелісса Торрес Сандоваль Татьяна Гарбін    |
| 26 February | Abierto Mexicano TELCEL Акапулько, Мексика Турнір 3-ї категорії $180,000 - ґрунт - 32S/32Q/16D Одиночний розряд - Парний розряд    | Лурдес Домінгес Ліно Аранча Парра Сантонха 6–3, 6–3 | Емілі Луа Ніколь Пратт                   | Юлія Шруфф Сара Еррані               | Алізе Корне Хісела Дулко Мелісса Торрес Сандоваль Татьяна Гарбін    |

### Березень
| Тиждень               | Турнір | Чемпіонки                                  | Фіналістки                | Півфіналістки              | Чвертьфіналістки                                            |
| --------------------- | --- | ------------------------------------------ | ------------------------- | -------------------------- | ----------------------------------------------------------- |
| 5 березня 12 березня  | Pacific Life Open Індіан-Веллс, США Турнір 1-ї категорії $2,100,000 - Хард - 96S/48Q/32D Одиночний розряд - Парний розряд | Даніела Гантухова 6–3, 6–4                 | Світлана Кузнецова        | Лі На Сібіль Баммер        | Віра Звонарьова Шахар Пеєр Татьяна Головін Ніколь Вайдішова |
| 5 березня 12 березня  | Pacific Life Open Індіан-Веллс, США Турнір 1-ї категорії $2,100,000 - Хард - 96S/48Q/32D Одиночний розряд - Парний розряд | Ліза Реймонд Саманта Стосур 6–3, 7–5       | Чжань Юнжань Чжуан Цзяжун | Лі На Сібіль Баммер        | Віра Звонарьова Шахар Пеєр Татьяна Головін Ніколь Вайдішова |
| 19 березня 26 березня | Sony Ericsson Open Кі-Біскейн, США Турнір 1-ї категорії $3,450,000 - Хард - 96S/48Q/32D Одиночний розряд - Парний розряд  | Серена Вільямс 0–6, 7–5, 6–3               | Жустін Енен               | Шахар Пеєр Анна Чакветадзе | Ніколь Вайдішова Татьяна Гарбін Лі На Надія Петрова         |
| 19 березня 26 березня | Sony Ericsson Open Кі-Біскейн, США Турнір 1-ї категорії $3,450,000 - Хард - 96S/48Q/32D Одиночний розряд - Парний розряд  | Ліза Реймонд Саманта Стосур 6–4, 3–6, 10–2 | Кара Блек Лізель Губер    | Шахар Пеєр Анна Чакветадзе | Ніколь Вайдішова Татьяна Гарбін Лі На Надія Петрова         |

### Квітень
| Тиждень   | Турнір | Чемпіонки                                                                                     | Фіналістки                                                        | Півфіналістки                         | Чвертьфіналістки                                                            |
| --------- | --- | --------------------------------------------------------------------------------------------- | ----------------------------------------------------------------- | ------------------------------------- | --------------------------------------------------------------------------- |
| 2 квітня  | Bausch & Lomb Championships Амілія, США Турнір 2-ї категорії $600,000 - Ґрунт (зелений) - 56S/32Q/16D Одиночний розряд - Парний розряд | Татьяна Головін 6–2, 6–1                                                                      | Надія Петрова                                                     | Ана Іванович Сібіль Баммер            | Дінара Сафіна Даніела Гантухова Вінус Вільямс Єлена Янкович                 |
| 2 квітня  | Bausch & Lomb Championships Амілія, США Турнір 2-ї категорії $600,000 - Ґрунт (зелений) - 56S/32Q/16D Одиночний розряд - Парний розряд | Мара Сантанджело Катарина Среботнік 6–3, 7–6(4)                                               | Анабель Медіна Гаррігес Вірхінія Руано Паскуаль                   | Ана Іванович Сібіль Баммер            | Дінара Сафіна Даніела Гантухова Вінус Вільямс Єлена Янкович                 |
| 9 квітня  | Family Circle Cup Чарлстон, США Турнір 1-ї категорії $1,340,000 - Ґрунт (зелений) - 56S/32Q/28D Одиночний розряд - Парний розряд       | Єлена Янкович 6–2, 6–2                                                                        | Дінара Сафіна                                                     | Віра Звонарьова Вінус Вільямс         | Міхаелла Крайчек Татьяна Головін Анабель Медіна Гаррігес Катарина Среботнік |
| 9 квітня  | Family Circle Cup Чарлстон, США Турнір 1-ї категорії $1,340,000 - Ґрунт (зелений) - 56S/32Q/28D Одиночний розряд - Парний розряд       | Янь Цзи Чжен Цзє 7–5, 6–0                                                                     | Пен Шуай Сунь Тяньтянь                                            | Віра Звонарьова Вінус Вільямс         | Міхаелла Крайчек Татьяна Головін Анабель Медіна Гаррігес Катарина Среботнік |
| 16 квітня | Чвертьфінал Кубка федерації Кастелланета, Італія, ґрунт Лімож, Франція, ґрунт (п) Москва, Росія, ґрунт (п) Делрей-Біч, FL, США, Хард   | Перемогли у чвертьфіналах · Росія 4–1 · Сполучені Штати Америки 4–1 · Китай 3–2 · Іспанія 3–2 | Програли у чвертьфіналах · Ізраїль · Німеччина · Франція · Італія |                                       |                                                                             |
| 23 квітня | Budapest Grand Prix Будапешт, Угорщина Турнір 4-ї категорії $175,000 - ґрунт - 32S/32Q/16D Одиночний розряд - Парний розряд            | Хісела Дулко 6–7(2), 6–2, 6–2                                                                 | Сорана Кирстя                                                     | Агнеш Савай Карін Кнапп               | Ольга Савчук Емілі Луа Анна Кремер Елені Даніліду                           |
| 23 квітня | Budapest Grand Prix Будапешт, Угорщина Турнір 4-ї категорії $175,000 - ґрунт - 32S/32Q/16D Одиночний розряд - Парний розряд            | Агнеш Савай Владіміра Угліржова 7–5, 6–2                                                      | Мартіна Мюллер Габріела Навратілова                               | Агнеш Савай Карін Кнапп               | Ольга Савчук Емілі Луа Анна Кремер Елені Даніліду                           |
| 30 квітня | J&S Cup Варшава, Польща Турнір 2-ї категорії $600,000 - ґрунт - 28S/32Q/16D Одиночний розряд - Парний розряд                           | Жустін Енен 6–1, 6–3                                                                          | Альона Бондаренко                                                 | Єлена Янкович Світлана Кузнецова      | Мара Сантанджело Анна Чакветадзе Вінус Вільямс Юлія Вакуленко               |
| 30 квітня | J&S Cup Варшава, Польща Турнір 2-ї категорії $600,000 - ґрунт - 28S/32Q/16D Одиночний розряд - Парний розряд                           | Віра Душевіна Тетяна Перебийніс 7–5, 3–6, 10–2                                                | Олена Лиховцева Олена Весніна                                     | Єлена Янкович Світлана Кузнецова      | Мара Сантанджело Анна Чакветадзе Вінус Вільямс Юлія Вакуленко               |
| 30 квітня | Estoril Open Оейраш, Португалія Турнір 4-ї категорії $145,000 - ґрунт - 32S/32Q/16D Одиночний розряд - Парний розряд                   | Грета Арн 2–6, 6–1, 7–6(3)                                                                    | Вікторія Азаренко                                                 | Нурія Льягостера Вівес Луціє Шафарова | Маріон Бартолі Софія Арвідссон Лурдес Домінгес Ліно Хісела Дулко            |
| 30 квітня | Estoril Open Оейраш, Португалія Турнір 4-ї категорії $145,000 - ґрунт - 32S/32Q/16D Одиночний розряд - Парний розряд                   | Андрея Ехрітт-Ванк Анастасія Родіонова 6–3, 6–2                                               | Лурдес Домінгес Ліно Аранча Парра Сантонха                        | Нурія Льягостера Вівес Луціє Шафарова | Маріон Бартолі Софія Арвідссон Лурдес Домінгес Ліно Хісела Дулко            |

### Травень
| Тиждень            | Турнір | Чемпіонки                                      | Фіналістки                             | Півфіналістки                           | Чвертьфіналістки                                                      |
| ------------------ | --- | ---------------------------------------------- | -------------------------------------- | --------------------------------------- | --------------------------------------------------------------------- |
| 7 травня           | Qatar Telecom German Open Берлін, Німеччина Турнір 1-ї категорії $1,340,000 - ґрунт - 56S/32Q/28D Одиночний розряд - Парний розряд                       | Ана Іванович 3–6, 6–4, 7–6(4)                  | Світлана Кузнецова                     | Жустін Енен Юлія Вакуленко              | Єлена Янкович Надія Петрова Патті Шнідер Дінара Сафіна                |
| 7 травня           | Qatar Telecom German Open Берлін, Німеччина Турнір 1-ї категорії $1,340,000 - ґрунт - 56S/32Q/28D Одиночний розряд - Парний розряд                       | Ліза Реймонд Саманта Стосур 6–3, 6–4           | Татьяна Гарбін Роберта Вінчі           | Жустін Енен Юлія Вакуленко              | Єлена Янкович Надія Петрова Патті Шнідер Дінара Сафіна                |
| 7 травня           | ECM Prague Open Прага, Чехія Турнір 4-ї категорії $145,000 - ґрунт - 32S/32Q/16D Одиночний розряд - Парний розряд                                        | Морігамі Акіко 6–1, 6–3                        | Маріон Бартолі                         | Клара Закопалова Вікторія Азаренко      | Ярміла Ґайдошова Юлія Шруфф Каміль Пен Домініка Цібулкова             |
| 7 травня           | ECM Prague Open Прага, Чехія Турнір 4-ї категорії $145,000 - ґрунт - 32S/32Q/16D Одиночний розряд - Парний розряд                                        | Петра Цетковська Андреа Главачкова 7–6(7), 6–2 | Цзи Чуньмей Сунь Шеннань               | Клара Закопалова Вікторія Азаренко      | Ярміла Ґайдошова Юлія Шруфф Каміль Пен Домініка Цібулкова             |
| 14 травня          | Internazionali BNL d'Italia Rome, Італія Турнір 1-ї категорії $1,340,000 - ґрунт - 56S/32Q/28D Одиночний розряд - Парний розряд                          | Єлена Янкович 7–5, 6–1                         | Світлана Кузнецова                     | Патті Шнідер Даніела Гантухова          | Серена Вільямс Олена Дементьєва Анабель Медіна Гаррігес Дінара Сафіна |
| 14 травня          | Internazionali BNL d'Italia Rome, Італія Турнір 1-ї категорії $1,340,000 - ґрунт - 56S/32Q/28D Одиночний розряд - Парний розряд                          | Наталі Деші Мара Сантанджело 6–4, 6–1          | Татьяна Гарбін Роберта Вінчі           | Патті Шнідер Даніела Гантухова          | Серена Вільямс Олена Дементьєва Анабель Медіна Гаррігес Дінара Сафіна |
| 14 травня          | GP SAR La Princesse Lalla Meryem Фес Турнір 4-ї категорії $145,000 - ґрунт - 32S/32Q/16D Одиночний розряд - Парний розряд                                | Мілагрос Секера 6–1, 6–3                       | Александра Возняк                      | Марія Емілія Салерні Іоана Ралука Олару | Сандра Клезель Алізе Корне Каролін Возняцкі Каміль Пен                |
| 14 травня          | GP SAR La Princesse Lalla Meryem Фес Турнір 4-ї категорії $145,000 - ґрунт - 32S/32Q/16D Одиночний розряд - Парний розряд                                | Ваня Кінґ Саня Мірза 6–1, 6–2                  | Андрея Ехрітт-Ванк Анастасія Родіонова | Марія Емілія Салерні Іоана Ралука Олару | Сандра Клезель Алізе Корне Каролін Возняцкі Каміль Пен                |
| 21 травня          | Стамбул Cup Стамбул, Туреччина Турнір 3-ї категорії $200,000 - ґрунт - 30S/32Q/16D Одиночний розряд - Парний розряд                                      | Олена Дементьєва 7–6(5), 3–0 ret.              | Араван Резаї                           | Марія Шарапова Альона Бондаренко        | Агнешка Радванська Меган Шонессі Патті Шнідер Каталіна Кастаньйо      |
| 21 травня          | Стамбул Cup Стамбул, Туреччина Турнір 3-ї категорії $200,000 - ґрунт - 30S/32Q/16D Одиночний розряд - Парний розряд                                      | Агнешка Радванська Уршуля Радванська 6–1, 6–3  | Чжань Юнжань Саня Мірза                | Марія Шарапова Альона Бондаренко        | Агнешка Радванська Меган Шонессі Патті Шнідер Каталіна Кастаньйо      |
| 21 травня          | Internationaux de Strasbourg Страсбург, Франція Турнір 3-ї категорії $175,000 - ґрунт - 30S/23Q/15D Одиночний розряд - Парний розряд                     | Анабель Медіна Гаррігес 6–4, 4–6, 6–4          | Амелі Моресмо                          | Маріон Бартолі Єлена Янкович            | Емілі Луа Олена Весніна Лі На Марія Елена Камерін                     |
| 21 травня          | Internationaux de Strasbourg Страсбург, Франція Турнір 3-ї категорії $175,000 - ґрунт - 30S/23Q/15D Одиночний розряд - Парний розряд                     | Янь Цзи Чжен Цзє 6–3, 6–4                      | Алісія Молік Сунь Тяньтянь             | Маріон Бартолі Єлена Янкович            | Емілі Луа Олена Весніна Лі На Марія Елена Камерін                     |
| 27 травня 4 червня | Відкритий чемпіонат Франції Париж, Франція Великий шолом $8,978,567 - ґрунт - 128S/96Q/64D/32X Одиночний розряд - Парний розряд - Змішаний парний розряд | Жустін Енен 6–1, 6–2                           | Ана Іванович                           | Єлена Янкович Марія Шарапова            | Серена Вільямс Ніколь Вайдішова Світлана Кузнецова Анна Чакветадзе    |
| 27 травня 4 червня | Відкритий чемпіонат Франції Париж, Франція Великий шолом $8,978,567 - ґрунт - 128S/96Q/64D/32X Одиночний розряд - Парний розряд - Змішаний парний розряд | Алісія Молік Мара Сантанджело 7–6(5), 6–4      | Катарина Среботнік Ай Суґіяма          | Єлена Янкович Марія Шарапова            | Серена Вільямс Ніколь Вайдішова Світлана Кузнецова Анна Чакветадзе    |
| 27 травня 4 червня | Відкритий чемпіонат Франції Париж, Франція Великий шолом $8,978,567 - ґрунт - 128S/96Q/64D/32X Одиночний розряд - Парний розряд - Змішаний парний розряд | Енді Рам Наталі Деші 7–5, 6–3                  | Ненад Зімоньїч Катарина Среботнік      | Єлена Янкович Марія Шарапова            | Серена Вільямс Ніколь Вайдішова Світлана Кузнецова Анна Чакветадзе    |

### Червень
| Тиждень           | Турнір | Чемпіонки                                                       | Фіналістки                                      | Півфіналістки                   | Чвертьфіналістки                                                    |
| ----------------- | --- | --------------------------------------------------------------- | ----------------------------------------------- | ------------------------------- | ------------------------------------------------------------------- |
| 11 червня         | DFS Classic Бірмінгем, Велика Британія Турнір 3-ї категорії $200,000 - Трава - 56S/32Q/16D Одиночний розряд - Парний розряд                                    | Єлена Янкович 4–6, 6–3, 7–5                                     | Марія Шарапова                                  | Маріон Бартолі Мара Сантанджело | Олена Лиховцева Даніела Гантухова Лі На Альона Бондаренко           |
| 11 червня         | DFS Classic Бірмінгем, Велика Британія Турнір 3-ї категорії $200,000 - Трава - 56S/32Q/16D Одиночний розряд - Парний розряд                                    | Чжань Юнжань Чжуан Цзяжун 7–6(3), 6–3                           | Сунь Тяньтянь Мейлен Ту                         | Маріон Бартолі Мара Сантанджело | Олена Лиховцева Даніела Гантухова Лі На Альона Бондаренко           |
| 11 червня         | Барселона KIA Барселона, Іспанія Турнір 4-ї категорії $145,000 - ґрунт - 32S/32Q/16D Одиночний розряд - Парний розряд                                          | Меган Шонессі 6–3, 6–2                                          | Едіна Галловіц                                  | Флавія Пеннетта Віржіні Раззано | Агнеш Савай Емілі Луа Кая Канепі Алла Кудрявцева                    |
| 11 червня         | Барселона KIA Барселона, Іспанія Турнір 4-ї категорії $145,000 - ґрунт - 32S/32Q/16D Одиночний розряд - Парний розряд                                          | Аранча Парра Сантонха Нурія Льягостера Вівес 7–6(3), 2–6, 12–10 | Лурдес Домінгес Ліно Флавія Пеннетта            | Флавія Пеннетта Віржіні Раззано | Агнеш Савай Емілі Луа Кая Канепі Алла Кудрявцева                    |
| 18 червня         | Hastings Direct International Championships Істборн, Велика Британія Турнір 2-ї категорії $600,000 - Трава - 28S/32Q/16D Одиночний розряд - Парний розряд      | Жустін Енен 7–5, 6–7(4), 7–6(2)                                 | Амелі Моресмо                                   | Маріон Бартолі Надія Петрова    | Ніколь Вайдішова Олена Дементьєва Сібіль Баммер Шахар Пеєр          |
| 18 червня         | Hastings Direct International Championships Істборн, Велика Британія Турнір 2-ї категорії $600,000 - Трава - 28S/32Q/16D Одиночний розряд - Парний розряд      | Ліза Реймонд Саманта Стосур 6–7(5), 6–4, 6–3                    | Квета Пешке Ренне Стаббс                        | Маріон Бартолі Надія Петрова    | Ніколь Вайдішова Олена Дементьєва Сібіль Баммер Шахар Пеєр          |
| 18 червня         | Ordina Open 'с-Гертогенбос, Нідерланди Турнір 3-ї категорії $175,000 - Трава - 32S/32Q/16D Одиночний розряд - Парний розряд                                    | Анна Чакветадзе 7–6(2), 3–6, 6–3                                | Єлена Янкович                                   | Дінара Сафіна Даніела Гантухова | Альона Бондаренко Флавія Пеннетта Анджелік Кербер Ана Іванович      |
| 18 червня         | Ordina Open 'с-Гертогенбос, Нідерланди Турнір 3-ї категорії $175,000 - Трава - 32S/32Q/16D Одиночний розряд - Парний розряд                                    | Чжань Юнжань Чжуан Цзяжун 7–5, 6–2                              | Анабель Медіна Гаррігес Вірхінія Руано Паскуаль | Дінара Сафіна Даніела Гантухова | Альона Бондаренко Флавія Пеннетта Анджелік Кербер Ана Іванович      |
| 25 червня 2 липня | Вімблдон Championships Вімблдон, Велика Британія Великий шолом $9,221,372 - Трава - 128S/96Q/64D/32X Одиночний розряд - Парний розряд - Змішаний парний розряд | Вінус Вільямс 6–4, 6–1                                          | Маріон Бартолі                                  | Жустін Енен Ана Іванович        | Серена Вільямс Міхаелла Крайчек Ніколь Вайдішова Світлана Кузнецова |
| 25 червня 2 липня | Вімблдон Championships Вімблдон, Велика Британія Великий шолом $9,221,372 - Трава - 128S/96Q/64D/32X Одиночний розряд - Парний розряд - Змішаний парний розряд | Кара Блек Лізель Губер 3–6, 6–3, 6–2                            | Катарина Среботнік Ай Суґіяма                   | Жустін Енен Ана Іванович        | Серена Вільямс Міхаелла Крайчек Ніколь Вайдішова Світлана Кузнецова |
| 25 червня 2 липня | Вімблдон Championships Вімблдон, Велика Британія Великий шолом $9,221,372 - Трава - 128S/96Q/64D/32X Одиночний розряд - Парний розряд - Змішаний парний розряд | Джеймі Маррей Єлена Янкович 6–4, 3–6, 6–1                       | Йонас Бйоркман Алісія Молік                     | Жустін Енен Ана Іванович        | Серена Вільямс Міхаелла Крайчек Ніколь Вайдішова Світлана Кузнецова |

### Липень
| Тиждень  | Турнір | Чемпіонки                                                      | Фіналістки                                                | Півфіналістки                    | Чвертьфіналістки                                                            |
| -------- | --- | -------------------------------------------------------------- | --------------------------------------------------------- | -------------------------------- | --------------------------------------------------------------------------- |
| 9 липня  | Півфінал Кубка федерації Кастелланета, Італія, ґрунт Стов, США, Хард                                                                     | Перемогли в півфіналах · Італія 3–2 · Росія 3–2                | Програли в півфіналах · Франція · Сполучені Штати Америки |                                  |                                                                             |
| 16 липня | W&S Financial група Women's Open Мейсон, США Турнір 3-ї категорії $175,000 - Хард - 32S/16Q/16D Одиночний розряд - Парний розряд         | Анна Чакветадзе 6–1, 6–3                                       | Морігамі Акіко                                            | Саня Мірза Акгуль Аманмурадова   | Олена Весніна Ольга Говорцова Лілія Остерло Патті Шнідер                    |
| 16 липня | W&S Financial група Women's Open Мейсон, США Турнір 3-ї категорії $175,000 - Хард - 32S/16Q/16D Одиночний розряд - Парний розряд         | Бетані Маттек-Сендс Саня Мірза 7–6(4), 7–5                     | Аліна Жидкова Тетяна Пучек                                | Саня Мірза Акгуль Аманмурадова   | Олена Весніна Ольга Говорцова Лілія Остерло Патті Шнідер                    |
| 16 липня | Internazionali Femminili di Palermo Palermo, Італія Турнір 4-ї категорії $145,000 - ґрунт - 32S/32Q/16D Одиночний розряд - Парний розряд | Агнеш Савай 6–0, 6–1                                           | Мартіна Мюллер                                            | Сара Еррані Карін Кнапп          | Лурдес Домінгес Ліно Агнешка Радванська Емілі Луа Флавія Пеннетта           |
| 16 липня | Internazionali Femminili di Palermo Palermo, Італія Турнір 4-ї категорії $145,000 - ґрунт - 32S/32Q/16D Одиночний розряд - Парний розряд | Марія Коритцева Дар'я Кустова 6–4, 6–1                         | Аліче Канепа Карін Кнапп                                  | Сара Еррані Карін Кнапп          | Лурдес Домінгес Ліно Агнешка Радванська Емілі Луа Флавія Пеннетта           |
| 23 липня | Bank of the West Classic Стенфорд , США Турнір 2-ї категорії $600,000 - Хард - 28S/32Q/16D Одиночний розряд - Парний розряд              | Анна Чакветадзе 6–3, 6–2                                       | Саня Мірза                                                | Даніела Гантухова Сібіль Баммер  | Катарина Среботнік Ольга Говорцова Патті Шнідер Лілія Остерло               |
| 23 липня | Bank of the West Classic Стенфорд , США Турнір 2-ї категорії $600,000 - Хард - 28S/32Q/16D Одиночний розряд - Парний розряд              | Саня Мірза Шахар Пеєр 6–4, 7–6(5)                              | Вікторія Азаренко Анна Чакветадзе                         | Даніела Гантухова Сібіль Баммер  | Катарина Среботнік Ольга Говорцова Патті Шнідер Лілія Остерло               |
| 23 липня | Gastein Ladies Бад-Гастайн, Австрія Турнір 3-ї категорії $175,000 - ґрунт - 32S/32Q/16D Одиночний розряд - Парний розряд                 | Франческа Ск'явоне 6–1, 6–4                                    | Івонн Мойсбургер                                          | Кая Канепі Карін Кнапп           | Агнеш Савай Рената Ворачова Марія Хосе Мартінес Санчес Лурдес Домінгес Ліно |
| 23 липня | Gastein Ladies Бад-Гастайн, Австрія Турнір 3-ї категорії $175,000 - ґрунт - 32S/32Q/16D Одиночний розряд - Парний розряд                 | Луціє Градецька Рената Ворачова 6–3, 7–5                       | Агнеш Савай Владіміра Угліржова                           | Кая Канепі Карін Кнапп           | Агнеш Савай Рената Ворачова Марія Хосе Мартінес Санчес Лурдес Домінгес Ліно |
| 30 липня | Acura Classic Сан-Дієго, США Турнір 1-ї категорії $1,340,000 - Хард - 56S/32Q/28D Одиночний розряд - Парний розряд                       | Марія Шарапова 6–2, 3–6, 6–0                                   | Патті Шнідер                                              | Анна Чакветадзе Олена Дементьєва | Саня Мірза Вінус Вільямс Надія Петрова Марія Кириленко                      |
| 30 липня | Acura Classic Сан-Дієго, США Турнір 1-ї категорії $1,340,000 - Хард - 56S/32Q/28D Одиночний розряд - Парний розряд                       | Кара Блек Лізель Губер 7–5, 6–4                                | Вікторія Азаренко Анна Чакветадзе                         | Анна Чакветадзе Олена Дементьєва | Саня Мірза Вінус Вільямс Надія Петрова Марія Кириленко                      |
| 30 липня | Nordea Nordic Light Open Стокгольм, Швеція Турнір 4-ї категорії $145,000 - Хард - 32S/16Q/16D Одиночний розряд - Парний розряд           | Агнешка Радванська 6–1, 6–1                                    | Віра Душевіна                                             | Юлія Гергес Цветана Піронкова    | Домініка Цібулкова Емілі Луа Стефані Коен-Алоро Каролін Возняцкі            |
| 30 липня | Nordea Nordic Light Open Стокгольм, Швеція Турнір 4-ї категорії $145,000 - Хард - 32S/16Q/16D Одиночний розряд - Парний розряд           | Анабель Медіна Гаррігес Вірхінія Руано Паскуаль 6–1, 5–7, 10–6 | Chan Chin-Wei Тетяна Лужанська                            | Юлія Гергес Цветана Піронкова    | Домініка Цібулкова Емілі Луа Стефані Коен-Алоро Каролін Возняцкі            |

### Серпень
| Тиждень             | Турнір | Чемпіонки                                    | Фіналістки                    | Півфіналістки                   | Чвертьфіналістки                                                   |
| ------------------- | --- | -------------------------------------------- | ----------------------------- | ------------------------------- | ------------------------------------------------------------------ |
| 6 серпня            | East West Bank Classic Лос-Анджелес, США Турнір 2-ї категорії $600,000 - Хард - 56S/32Q/16D Одиночний розряд - Парний розряд                                         | Ана Іванович 7–5, 6–4                        | Надія Петрова                 | Марія Шарапова Єлена Янкович    | Олена Дементьєва Віржіні Раззано Марія Кириленко Вікторія Азаренко |
| 6 серпня            | East West Bank Classic Лос-Анджелес, США Турнір 2-ї категорії $600,000 - Хард - 56S/32Q/16D Одиночний розряд - Парний розряд                                         | Квета Пешке Ренне Стаббс 6–0, 6–1            | Алісія Молік Мара Сантанджело | Марія Шарапова Єлена Янкович    | Олена Дементьєва Віржіні Раззано Марія Кириленко Вікторія Азаренко |
| 13 серпня           | Rogers Cup Торонто, Канада Турнір 1-ї категорії $1,340,000 - Хард - 56S/48Q/28D Одиночний розряд - Парний розряд                                                     | Жустін Енен 7–6(3), 7–5                      | Єлена Янкович                 | Янь Цзи Татьяна Головін         | Надія Петрова Маріон Бартолі Світлана Кузнецова Віржіні Раззано    |
| 13 серпня           | Rogers Cup Торонто, Канада Турнір 1-ї категорії $1,340,000 - Хард - 56S/48Q/28D Одиночний розряд - Парний розряд                                                     | Катарина Среботнік Ай Суґіяма 6–4, 2–6, 10–5 | Кара Блек Лізель Губер        | Янь Цзи Татьяна Головін         | Надія Петрова Маріон Бартолі Світлана Кузнецова Віржіні Раззано    |
| 20 серпня           | Pilot Pen Tennis Нью-Гейвен, США Турнір 2-ї категорії $600,000 - Хард - 28S/32Q/16D Одиночний розряд - Парний розряд                                                 | Світлана Кузнецова 4–6, 3–0 ret.             | Агнеш Савай                   | Олена Дементьєва Елені Даніліду | Франческа Ск'явоне Маріон Бартолі Дінара Сафіна Альона Бондаренко  |
| 20 серпня           | Pilot Pen Tennis Нью-Гейвен, США Турнір 2-ї категорії $600,000 - Хард - 28S/32Q/16D Одиночний розряд - Парний розряд                                                 | Саня Мірза Мара Сантанджело 6–1, 6–2         | Кара Блек Лізель Губер        | Олена Дементьєва Елені Даніліду | Франческа Ск'явоне Маріон Бартолі Дінара Сафіна Альона Бондаренко  |
| 20 серпня           | Forest Hills Tennis Classic Форест-Гіллс, США Турнір 4-ї категорії $74,800 - Хард - 16S Одиночний розряд                                                             | Хісела Дулко 6–2, 6–2                        | Віржіні Раззано               | Олена Весніна Наталі Деші       | Морігамі Акіко Накамура Айко Одра Коен Мейлен Ту                   |
| 27 серпня 3 вересня | Відкритий чемпіонат США Flushing Meadows, Нью-Йорк, США Великий шолом $9,098,000 - Хард - 128S/96Q/64D/32X Одиночний розряд - Парний розряд - Змішаний парний розряд | Жустін Енен 6–1, 6–3                         | Світлана Кузнецова            | Вінус Вільямс Анна Чакветадзе   | Серена Вільямс Єлена Янкович Агнеш Савай Шахар Пеєр                |
| 27 серпня 3 вересня | Відкритий чемпіонат США Flushing Meadows, Нью-Йорк, США Великий шолом $9,098,000 - Хард - 128S/96Q/64D/32X Одиночний розряд - Парний розряд - Змішаний парний розряд | Наталі Деші Дінара Сафіна 6–4, 6–2           | Чжань Юнжань Чжуан Цзяжун     | Вінус Вільямс Анна Чакветадзе   | Серена Вільямс Єлена Янкович Агнеш Савай Шахар Пеєр                |
| 27 серпня 3 вересня | Відкритий чемпіонат США Flushing Meadows, Нью-Йорк, США Великий шолом $9,098,000 - Хард - 128S/96Q/64D/32X Одиночний розряд - Парний розряд - Змішаний парний розряд | Макс Мирний Вікторія Азаренко 6–4, 7–6(6)    | Леандер Паес Меган Шонессі    | Вінус Вільямс Анна Чакветадзе   | Серена Вільямс Єлена Янкович Агнеш Савай Шахар Пеєр                |

### Вересень
| Тиждень      | Турнір | Чемпіонки                                      | Фіналістки                       | Півфіналістки                          | Чвертьфіналістки                                                                |
| ------------ | --- | ---------------------------------------------- | -------------------------------- | -------------------------------------- | ------------------------------------------------------------------------------- |
| 10 вересня   | Фінал Кубка федерації Москва, Росія, ґрунт (п)                                                                                                 | Росія · 4–0                                    | Італія                           |                                        |                                                                                 |
| 10 вересня   | Commonwealth Bank Tennis Classic Балі, Індонезія Турнір 3-ї категорії $225,000 - Хард - 30S/16Q/16D Одиночний розряд - Парний розряд           | Ліндсі Девенпорт 6–4, 3–6, 6–2                 | Даніела Гантухова                | Сара Еррані Сорана Кирстя              | Єлена Янкович Накамура Айко Едіна Галловіц Моріта Аюмі                          |
| 10 вересня   | Commonwealth Bank Tennis Classic Балі, Індонезія Турнір 3-ї категорії $225,000 - Хард - 30S/16Q/16D Одиночний розряд - Парний розряд           | Цзи Чуньмей Сунь Шеннань 6–3, 6–2              | Джилл Крейбас Наталі Грандін     | Сара Еррані Сорана Кирстя              | Єлена Янкович Накамура Айко Едіна Галловіц Моріта Аюмі                          |
| 17 September | China Open Пекін, China Турнір 2-ї категорії $600,000 - Хард - 28S/32Q/16D Одиночний розряд - Парний розряд                                    | Агнеш Савай 6–7(7), 7–5, 6–2                   | Єлена Янкович                    | Пен Шуай Ліндсі Девенпорт              | Марія Емілія Салерні Амелі Моресмо Олена Дементьєва Морігамі Акіко              |
| 17 September | China Open Пекін, China Турнір 2-ї категорії $600,000 - Хард - 28S/32Q/16D Одиночний розряд - Парний розряд                                    | Чжуан Цзяжун Сє Шувей 7–6(2), 6–3              | Хань Сіньюнь Сюй Їфань           | Пен Шуай Ліндсі Девенпорт              | Марія Емілія Салерні Амелі Моресмо Олена Дементьєва Морігамі Акіко              |
| 17 September | Sunfeast Open Колката, Індія Турнір 3-ї категорії $175,000 - Хард (п) - 32S/16Q/16D Одиночний розряд - Парний розряд                           | Марія Кириленко 6–0, 6–2                       | Марія Коритцева                  | Енн Кеотавонг Даніела Гантухова        | Тетяна Пучек Ципора Обзилер Флавія Пеннетта Чжань Юнжань                        |
| 17 September | Sunfeast Open Колката, Індія Турнір 3-ї категорії $175,000 - Хард (п) - 32S/16Q/16D Одиночний розряд - Парний розряд                           | Ваня Кінґ Алла Кудрявцева 6–1, 6–4             | Альберта Бріанті Марія Коритцева | Енн Кеотавонг Даніела Гантухова        | Тетяна Пучек Ципора Обзилер Флавія Пеннетта Чжань Юнжань                        |
| 17 September | Banka Koper Slovenia Open Порторож, Словенія Турнір 4-ї категорії $145,000 - Хард (п) - 32S/32Q/16D Одиночний розряд - Парний розряд           | Татьяна Головін 2–6, 6–4, 6–4                  | Катарина Среботнік               | Віра Душевіна Хісела Дулко             | Мейлен Ту Віра Звонарьова Емілі Луа Сібіль Баммер                               |
| 17 September | Banka Koper Slovenia Open Порторож, Словенія Турнір 4-ї категорії $145,000 - Хард (п) - 32S/32Q/16D Одиночний розряд - Парний розряд           | Луціє Градецька Рената Ворачова 5–7, 6–4, 10–7 | Андрея Клепач Олена Лиховцева    | Віра Душевіна Хісела Дулко             | Мейлен Ту Віра Звонарьова Емілі Луа Сібіль Баммер                               |
| 24 September | Fortis Championships Luxembourg Люксембург, Люксембург Турнір 2-ї категорії $600,000 - Хард (п) - 28S/32Q/16D Одиночний розряд - Парний розряд | Ана Іванович 3–6, 6–4, 6–4                     | Даніела Гантухова                | Маріон Бартолі Віра Звонарьова         | Анна Чакветадзе Патті Шнідер Вікторія Азаренко Татьяна Головін                  |
| 24 September | Fortis Championships Luxembourg Люксембург, Люксембург Турнір 2-ї категорії $600,000 - Хард (п) - 28S/32Q/16D Одиночний розряд - Парний розряд | Івета Бенешова Жанетта Гусарова 6–4, 6–2       | Вікторія Азаренко Шахар Пеєр     | Маріон Бартолі Віра Звонарьова         | Анна Чакветадзе Патті Шнідер Вікторія Азаренко Татьяна Головін                  |
| 24 September | Guangzhou International Women's Open Гуанчжоу, Китай Турнір 3-ї категорії $175,000 - Хард - 32S/16Q/16D Одиночний розряд - Парний розряд       | Віржіні Раззано 6–0, 6–3                       | Ципора Обзилер                   | Анастасія Родіонова Домініка Цібулкова | Анабель Медіна Гаррігес Іоана Ралука Олару Алісія Молік Вірхінія Руано Паскуаль |
| 24 September | Guangzhou International Women's Open Гуанчжоу, Китай Турнір 3-ї категорії $175,000 - Хард - 32S/16Q/16D Одиночний розряд - Парний розряд       | Пен Шуай Янь Цзи 6–3, 6–4                      | Ваня Кінґ Сунь Тяньтянь          | Анастасія Родіонова Домініка Цібулкова | Анабель Медіна Гаррігес Іоана Ралука Олару Алісія Молік Вірхінія Руано Паскуаль |
| 24 September | Hansol Korea Open Сеул, Південна Корея Турнір 4-ї категорії $145,000 - Хард - 32S/32Q/16D Одиночний розряд - Парний розряд                     | Вінус Вільямс 6–3, 1–6, 6–4                    | Марія Кириленко                  | Флавія Пеннетта Елені Даніліду         | Марта Домаховська Моріта Аюмі Каталіна Кастаньйо Агнеш Савай                    |
| 24 September | Hansol Korea Open Сеул, Південна Корея Турнір 4-ї категорії $145,000 - Хард - 32S/32Q/16D Одиночний розряд - Парний розряд                     | Чжуан Цзяжун Сє Шувей 6–2, 6–2                 | Елені Даніліду Ясмін Вер         | Флавія Пеннетта Елені Даніліду         | Марта Домаховська Моріта Аюмі Каталіна Кастаньйо Агнеш Савай                    |

### Жовтень
| Тиждень   | Турнір | Чемпіонки                                           | Фіналістки                       | Півфіналістки                       | Чвертьфіналістки                                                       |
| --------- | --- | --------------------------------------------------- | -------------------------------- | ----------------------------------- | ---------------------------------------------------------------------- |
| 1 жовтня  | Porsche Tennis Grand Prix Штутгарт, Німеччина Турнір 2-ї категорії $650,000 - Хард (п) - 28S/32Q/16D Одиночний розряд - Парний розряд     | Жустін Енен 2–6, 6–2, 6–1                           | Татьяна Головін                  | Єлена Янкович Світлана Кузнецова    | Олена Дементьєва Надія Петрова Катерина Бондаренко Серена Вільямс      |
| 1 жовтня  | Porsche Tennis Grand Prix Штутгарт, Німеччина Турнір 2-ї категорії $650,000 - Хард (п) - 28S/32Q/16D Одиночний розряд - Парний розряд     | Квета Пешке Ренне Стаббс 6–7(5), 7–6(4), 10–2       | Чжань Юнжань Дінара Сафіна       | Єлена Янкович Світлана Кузнецова    | Олена Дементьєва Надія Петрова Катерина Бондаренко Серена Вільямс      |
| 1 жовтня  | AIG Відкритий чемпіонат Японії з тенісу Токіо, Японія Турнір 3-ї категорії $175,000 - Хард - 32S/32Q/16D Одиночний розряд - Парний розряд | Віржіні Раззано 4–6, 7–6(7), 6–4                    | Вінус Вільямс                    | Каролін Возняцкі Флавія Пеннетта    | Алісія Молік Клара Закопалова Каміль Пен Саня Мірза                    |
| 1 жовтня  | AIG Відкритий чемпіонат Японії з тенісу Токіо, Японія Турнір 3-ї категорії $175,000 - Хард - 32S/32Q/16D Одиночний розряд - Парний розряд | Сунь Тяньтянь Янь Цзи 1–6, 6–2, 10–6                | Чжуан Цзяжун Ваня Кінґ           | Каролін Возняцкі Флавія Пеннетта    | Алісія Молік Клара Закопалова Каміль Пен Саня Мірза                    |
| 1 жовтня  | Tashkent Open Ташкент, Узбекистан Турнір 4-ї категорії $145,000 - Хард - 32S/16Q/16D Singles Draw - Doubles Draw                          | Полін Пармантьє 7–5, 6–2                            | Вікторія Азаренко                | Олена Весніна Ольга Говорцова       | Ксенія Палкіна Іоана Ралука Олару Кеті О'Браєн Акгуль Аманмурадова     |
| 1 жовтня  | Tashkent Open Ташкент, Узбекистан Турнір 4-ї категорії $145,000 - Хард - 32S/16Q/16D Singles Draw - Doubles Draw                          | Катерина Доголевич Анастасія Якімова 2–6, 6–4, 10–7 | Тетяна Пучек Анастасія Родіонова | Олена Весніна Ольга Говорцова       | Ксенія Палкіна Іоана Ралука Олару Кеті О'Браєн Акгуль Аманмурадова     |
| 8 жовтня  | Кубок Кремля Москва, Росія Турнір 1-ї категорії $1,340,000 - Хард (п) - 28S/32Q/16D Одиночний розряд - Парний розряд                      | Олена Дементьєва 5–7, 6–1, 6–1                      | Серена Вільямс                   | Світлана Кузнецова Дінара Сафіна    | Віра Душевіна Ніколь Вайдішова Віра Звонарьова Вікторія Азаренко       |
| 8 жовтня  | Кубок Кремля Москва, Росія Турнір 1-ї категорії $1,340,000 - Хард (п) - 28S/32Q/16D Одиночний розряд - Парний розряд                      | Кара Блек Лізель Губер 4–6, 6–1, 10–7               | Вікторія Азаренко Тетяна Пучек   | Світлана Кузнецова Дінара Сафіна    | Віра Душевіна Ніколь Вайдішова Віра Звонарьова Вікторія Азаренко       |
| 8 жовтня  | PTT Bangkok Open Бангкок, Таїланд Турнір 3-ї категорії $200,000 - Хард - 32S/32Q/16D Одиночний розряд - Парний розряд                     | Флавія Пеннетта 6–1, 6–3                            | Чжань Юнжань                     | Янь Цзи Вінус Вільямс               | Ваня Кінґ Уршуля Радванська Шахар Пеєр Каміль Пен                      |
| 8 жовтня  | PTT Bangkok Open Бангкок, Таїланд Турнір 3-ї категорії $200,000 - Хард - 32S/32Q/16D Одиночний розряд - Парний розряд                     | Сунь Тяньтянь Янь Цзи Walkover                      | Моріта Аюмі Намігата Дзюнрі      | Янь Цзи Вінус Вільямс               | Ваня Кінґ Уршуля Радванська Шахар Пеєр Каміль Пен                      |
| 15 жовтня | Zürich Open Zürich, Швейцарія Турнір 1-ї категорії $1,340,000 - Хард (п) - 28S/32Q/16D Одиночний розряд - Парний розряд                   | Жустін Енен 6–4, 6–4                                | Татьяна Головін                  | Ніколь Вайдішова Франческа Ск'явоне | Агнешка Радванська Альона Бондаренко Маріон Бартолі Світлана Кузнецова |
| 15 жовтня | Zürich Open Zürich, Швейцарія Турнір 1-ї категорії $1,340,000 - Хард (п) - 28S/32Q/16D Одиночний розряд - Парний розряд                   | Квета Пешке Ренне Стаббс 7–5, 7–6(1)                | Ліза Реймонд Франческа Ск'явоне  | Ніколь Вайдішова Франческа Ск'явоне | Агнешка Радванська Альона Бондаренко Маріон Бартолі Світлана Кузнецова |
| 22 жовтня | Generali Ladies Linz Лінц, Австрія Турнір 2-ї категорії $600,000 - Хард (п) - 28S/29Q/16D Одиночний розряд - Парний розряд                | Даніела Гантухова 6–4, 6–2                          | Патті Шнідер                     | Маріон Бартолі Ніколь Вайдішова     | Анна Чакветадзе Юлія Вакуленко Дінара Сафіна Альона Бондаренко         |
| 22 жовтня | Generali Ladies Linz Лінц, Австрія Турнір 2-ї категорії $600,000 - Хард (п) - 28S/29Q/16D Одиночний розряд - Парний розряд                | Кара Блек Лізель Губер 6–2, 3–6, 10–8               | Катарина Среботнік Ай Суґіяма    | Маріон Бартолі Ніколь Вайдішова     | Анна Чакветадзе Юлія Вакуленко Дінара Сафіна Альона Бондаренко         |
| 29 жовтня | Challenge Bell Квебек, Канада Турнір 3-ї категорії $175,000 - Килим (i) - 32S/32Q/16D Одиночний розряд - Парний розряд                    | Ліндсі Девенпорт 6–4, 6–1                           | Юлія Вакуленко                   | Джулія Дітті Віра Звонарьова        | Ваня Кінґ Ольга Говорцова Стефані Форец Ольга Пучкова                  |
| 29 жовтня | Challenge Bell Квебек, Канада Турнір 3-ї категорії $175,000 - Килим (i) - 32S/32Q/16D Одиночний розряд - Парний розряд                    | Крістіна Фусано Ракель Копс-Джонс 6–2, 7–6(6)       | Стефані Дюбуа Рената Ворачова    | Джулія Дітті Віра Звонарьова        | Ваня Кінґ Ольга Говорцова Стефані Форец Ольга Пучкова                  |

### Листопад
| Тиждень     | Турнір | Чемпіонки                             | Фіналістки                    | Півфіналістки                | Круговий турнір                                                   |
| ----------- | --- | ------------------------------------- | ----------------------------- | ---------------------------- | ----------------------------------------------------------------- |
| 5 листопада | Чемпіонат Туру WTA Мадрид, Іспанія Чемпіонат кінця року $3,000,000 - Хард - 8S (Круговий турнір)/4D Одиночний розряд - Парний розряд | Жустін Енен 5–7, 7–5, 6–3             | Марія Шарапова                | Ана Іванович Анна Чакветадзе | Маріон Бартолі Єлена Янкович Даніела Гантухова Світлана Кузнецова |
| 5 листопада | Чемпіонат Туру WTA Мадрид, Іспанія Чемпіонат кінця року $3,000,000 - Хард - 8S (Круговий турнір)/4D Одиночний розряд - Парний розряд | Кара Блек Лізель Губер 5–7, 6–3, 10–8 | Катарина Среботнік Ай Суґіяма | Ана Іванович Анна Чакветадзе | Маріон Бартолі Єлена Янкович Даніела Гантухова Світлана Кузнецова |

## Статистика

### Інформація про титули
Список тенісисток які перемагали на турнірах: 
- Жустін Енен - Dubai, Doha, Warsaw, French Open, Eastbourne, Toronto, U.S. Open, Stuttgart, Zürich and WTA Tour Championships (10)
- Анна Чакветадзе - Hobart, 'с-Гертогенбос, Cincinnati and Stanford (4)
- Єлена Янкович - Auckland, Charleston, Rome and Birmingham (4)
- Ана Іванович - Berlin, Лос-Анджелес and Luxembourg (3)
- Вінус Вільямс - Memphis, Wimbledon and Seoul (3)
- Ліндсі Девенпорт - Bali and Quebec City (2)
- Олена Дементьєва - Istanbul and Moscow (2)
- Хісела Дулко - Budapest and Forest Hills (2)
- Татьяна Головін - Amelia Island and Portorož (2)
- Даніела Гантухова - Indian Wells and Linz (2)
- Віржіні Раззано - Guangzhou and Tokyo Japan Open (2)
- Агнеш Савай - Palermo and Beijing (2)
- Серена Вільямс - Australian Open and Key Biscayne (2)
- Грета Арн - Estoril (1)
- Сібіль Баммер - Pattaya City (1)
- Кім Клейстерс - Sydney (1)
- Мартіна Хінгіс - Tokyo (1)
- Марія Кириленко - Kolkata (1)
- Світлана Кузнецова - New Haven (1)
- Емілі Луа - Acapulco (1)
- Амелі Моресмо - Antwerp (1)
- Анабель Медіна Гаррігес - Strasbourg (1)
- Морігамі Акіко - Prague (1)
- Полін Пармантьє - Tashkent (1)
- Флавія Пеннетта - Бангкок (1)
- Надія Петрова - Paris (1)
- Агнешка Радванська - Stockholm (1)
- Дінара Сафіна - Gold Coast (1)
- Франческа Ск'явоне - Bad Gastein (1)
- Мілагрос Секера - Fes (1)
- Марія Шарапова - San Diego (1)
- Меган Шонессі - Barcelona (1)
- Ярослава Шведова - Bangalore (1)
- Роберта Вінчі - Bogotá (1)

Тенісистки які здобули перший титул: 
- Сібіль Баммер - Pattaya City
- Ярослава Шведова - Bangalore
- Роберта Вінчі - Bogotá
- Татьяна Головін - Amelia Island
- Хісела Дулко - Budapest
- Грета Арн - Estoril
- Морігамі Акіко - Prague
- Мілагрос Секера - Fes
- Агнеш Савай - Palermo
- Франческа Ск'явоне - Bad Gastein
- Агнешка Радванська - Stockholm
- Віржіні Раззано - Guangzhou
- Полін Пармантьє - Tashkent

Титули за країнами: 
- Росія - 12 (Gold Coast, Hobart, Paris, Bangalore, Istanbul, 'с-Гертогенбос, Cincinnati, Stanford, San Diego, New Haven, Kolkata and Moscow)
- Бельгія - 11 (Sydney, Dubai, Doha, Warsaw, French Open, Eastbourne, Toronto, U.S. Open, Stuttgart, Zürich and WTA Tour Championships)
- США - 8 (Australian Open, Memphis, Key Biscayne, Barcelona, Wimbledon, Bali, Seoul and Quebec City)
- Франція - 7 (Antwerp, Acapulco, Amelia Island, Portorož, Guangzhou, Tokyo Japan Open and Tashkent)
- Сербія - 7 (Auckland, Charleston, Berlin, Rome, Birmingham, Лос-Анджелес and Luxembourg)
- Італія - 3 (Bogotá, Bad Gastein and Bangkok)
- Аргентина - 2 (Budapest and Forest Hills)
- Угорщина - 2 (Palermo and Beijing)
- Словаччина - 2 (Indian Wells and Linz)
- Австрія - 1 (Pattaya City)
- Німеччина - 1 (Estoril)
- Японія - 1 (Prague)
- Польща - 1 (Stockholm)
- Іспанія - 1 (Strasbourg)
- Швейцарія - 1 (Tokyo)
- Венесуела - 1 (Fes)

### Титули за країнами
| Загалом titles | Country           | Великий шолом tournaments | Великий шолом tournaments | Великий шолом tournaments | Рік-end championships | Рік-end championships | Tier I tournaments | Tier I tournaments | Tier II tournaments | Tier II tournaments | Tier III tournaments | Tier III tournaments | Tier IV/V tournaments | Tier IV/V tournaments | All titles       | All titles    | All titles      |
| Загалом titles | Country           | Singles                   | Парний розряд             | Змішаний розряд           | Одиночний розряд      | Парний розряд         | Одиночний розряд   | Парний розряд      | Одиночний розряд    | Парний розряд       | Одиночний розряд     | Парний розряд        | Одиночний розряд      | Парний розряд         | Одиночний розряд | Парний розряд | Змішаний розряд |
| -------------- | ----------------- | ------------------------- | ------------------------- | ------------------------- | --------------------- | --------------------- | ------------------ | ------------------ | ------------------- | ------------------- | -------------------- | -------------------- | --------------------- | --------------------- | ---------------- | ------------- | --------------- |
| 22             | США               | 2                         |                           |                           |                       | 1                     | 1                  | 6                  |                     | 3                   | 3                    | 3                    | 2                     | 1                     | 8                | 14            |                 |
| 20             | Росія             |                           | 1                         | 1                         |                       |                       | 2                  | 1                  | 3                   | 2                   | 6                    | 2                    | 1                     | 2                     | 12               | 7             | 1               |
| 11             | Бельгія           | 2                         |                           |                           | 1                     |                       | 2                  |                    | 6                   |                     |                      |                      |                       |                       | 11               |               |                 |
| 11             | Австралія         |                           | 1                         |                           |                       |                       |                    | 5                  |                     | 3                   |                      | 1                    |                       | 1                     |                  | 11            |                 |
| 10             | Франція           |                           | 1                         | 1                         |                       |                       |                    | 1                  | 2                   |                     | 3                    |                      | 2                     |                       | 7                | 2             | 1               |
| 8              | Сербія            |                           |                           | 1                         |                       |                       | 3                  |                    | 2                   |                     | 1                    |                      | 1                     |                       | 7                |               | 1               |
| 8              | Італія            |                           | 1                         |                           |                       |                       |                    | 1                  |                     | 2                   | 3                    |                      |                       | 1                     | 3                | 5             |                 |
| 8              | Зімбабве          |                           | 2                         |                           |                       | 1                     |                    | 2                  |                     | 4                   |                      |                      |                       |                       |                  | 8             |                 |
| 8              | Чехія             |                           |                           |                           |                       |                       |                    | 1                  |                     | 3                   |                      | 1                    |                       | 3                     |                  | 8             |                 |
| 6              | КНР               |                           |                           |                           |                       |                       |                    | 1                  |                     |                     |                      | 5                    |                       |                       |                  | 6             |                 |
| 5              | Іспанія           |                           |                           |                           |                       |                       |                    |                    |                     |                     | 1                    | 2                    |                       | 2                     | 1                | 4             |                 |
| 5              | ПАР               |                           | 2                         |                           |                       |                       |                    |                    |                     | 3                   |                      |                      |                       |                       |                  | 5             |                 |
| 5              | Китайський Тайбей |                           |                           |                           |                       |                       |                    |                    |                     | 1                   |                      | 3                    |                       | 1                     |                  | 5             |                 |
| 4              | Словаччина        |                           |                           |                           |                       |                       | 1                  |                    | 1                   | 1                   |                      |                      |                       | 1                     | 2                | 2             |                 |
| 4              | Аргентина         |                           |                           |                           |                       |                       |                    |                    |                     |                     |                      | 1                    | 2                     | 1                     | 2                | 2             |                 |
| 4              | Індія             |                           |                           |                           |                       |                       |                    |                    |                     | 2                   |                      | 1                    |                       | 1                     |                  | 4             |                 |
| 3              | Угорщина          |                           |                           |                           |                       |                       |                    |                    | 1                   |                     |                      |                      | 1                     | 1                     | 2                | 1             |                 |
| 3              | Білорусь          |                           |                           | 1                         |                       |                       |                    |                    |                     |                     |                      |                      |                       | 2                     |                  | 2             | 1               |

## Рейтинги
| Одиночний розряд Championship Race (5 листопада 2007) | Одиночний розряд Championship Race (5 листопада 2007) | Одиночний розряд Championship Race (5 листопада 2007) | Одиночний розряд Championship Race (5 листопада 2007) | Одиночний розряд Championship Race (5 листопада 2007) |
| Rk                                                    | Name                                                  | Nation                                                | Points                                                | Tour                                                  |
| ----------------------------------------------------- | ----------------------------------------------------- | ----------------------------------------------------- | ----------------------------------------------------- | ----------------------------------------------------- |
| 1                                                     | Жустін Енен                                           | Бельгія                                               | 5,405                                                 | 13                                                    |
| 2                                                     | Єлена Янкович                                         | Сербія                                                | 4,097                                                 | 27                                                    |
| 3                                                     | Світлана Кузнецова                                    | Росія                                                 | 3,691                                                 | 18                                                    |
| 4                                                     | Ана Іванович                                          | Сербія                                                | 3,163                                                 | 19                                                    |
| 5                                                     | Серена Вільямс                                        | США                                                   | 2,767                                                 | 11                                                    |
| 6                                                     | Анна Чакветадзе                                       | Росія                                                 | 2,698                                                 | 21                                                    |
| 7                                                     | Вінус Вільямс                                         | США                                                   | 2,623                                                 | 13                                                    |
| 8                                                     | Даніела Гантухова                                     | Словаччина                                            | 2,431                                                 | 26                                                    |
| 9                                                     | Марія Шарапова                                        | Росія                                                 | 2,431                                                 | 12                                                    |
| 10                                                    | Маріон Бартолі                                        | Франція                                               | 2,224                                                 | 30                                                    |
| 11                                                    | Олена Дементьєва                                      | Росія                                                 | 2,023                                                 | 20                                                    |
| 12                                                    | Дінара Сафіна                                         | Росія                                                 | 1,973                                                 | 24                                                    |
| 13                                                    | Ніколь Вайдішова                                      | Чехія                                                 | 1,942                                                 | 14                                                    |
| 14                                                    | Патті Шнідер                                          | Швейцарія                                             | 1,936                                                 | 26                                                    |
| 15                                                    | Татьяна Головін                                       | Франція                                               | 1,919                                                 | 19                                                    |
| 16                                                    | Надія Петрова                                         | Росія                                                 | 1,864                                                 | 19                                                    |
| 17                                                    | Шахар Пеєр                                            | Ізраїль                                               | 1,699                                                 | 22                                                    |
| 18                                                    | Амелі Моресмо                                         | Франція                                               | 1,538                                                 | 15                                                    |
| 19                                                    | Сібіль Баммер                                         | Австрія                                               | 1,497                                                 | 26                                                    |
| 20                                                    | Мартіна Хінгіс                                        | Швейцарія                                             | 1,372                                                 | 14                                                    |

| Одиночний розряд на кінець року | Одиночний розряд на кінець року | Одиночний розряд на кінець року | Одиночний розряд на кінець року | Одиночний розряд на кінець року |
| Rk                              | Name                            | Nation                          | Points                          | Change                          |
| ------------------------------- | ------------------------------- | ------------------------------- | ------------------------------- | ------------------------------- |
| 1                               | Жустін Енен                     | Бельгія                         | 6,155                           | +/-                             |
| 2                               | Світлана Кузнецова              | Росія                           | 3,725                           | +2                              |
| 3                               | Єлена Янкович                   | Сербія                          | 3,475                           | +9                              |
| 4                               | Ана Іванович                    | Сербія                          | 3,461                           | +10                             |
| 5                               | Марія Шарапова                  | Росія                           | 2,956                           | -3                              |
| 6                               | Анна Чакветадзе                 | Росія                           | 2,935                           | +7                              |
| 7                               | Серена Вільямс                  | США                             | 2,802                           | +88                             |
| 8                               | Вінус Вільямс                   | США                             | 2,470                           | +38                             |
| 9                               | Даніела Гантухова               | Словаччина                      | 2,367                           | +8                              |
| 10                              | Маріон Бартолі                  | Франція                         | 2,191                           | +8                              |
| 11                              | Олена Дементьєва                | Росія                           | 1,985                           | -3                              |
| 12                              | Ніколь Вайдішова                | Чехія                           | 1,942                           | -2                              |
| 13                              | Татьяна Головін                 | Франція                         | 1,882                           | +9                              |
| 14                              | Надія Петрова                   | Росія                           | 1,862                           | -8                              |
| 15                              | Дінара Сафіна                   | Росія                           | 1,830                           | -4                              |
| 16                              | Патті Шнідер                    | Швейцарія                       | 1,806                           | -7                              |
| 17                              | Шахар Пеєр                      | Ізраїль                         | 1,675                           | +3                              |
| 18                              | Амелі Моресмо                   | Франція                         | 1,538                           | -15                             |
| 19                              | Мартіна Хінгіс                  | Швейцарія                       | 1,372                           | -12                             |
| 20                              | Агнеш Савай                     | Угорщина                        | 1,331.5                         | +169                            |

### Лідери рейтингу
| Утримувач            | Коли здобула     | Коли позбулася   |
| -------------------- | ---------------- | ---------------- |
| Жустін Енен (BEL)    | Кінець 2006 року | 28 січня 2007    |
| Марія Шарапова (RUS) | 29 січня 2007    | 18 березня 2007  |
| Жустін Енен (BEL)    | 19 березня 2007  | Кінець 2007 року |